# 尤里·格里戈罗维奇
尤里·尼古拉耶维奇·格里戈罗维奇（俄語：Юрий Николаевич Григорович，1927年1月2日—2025年5月19日），苏联芭蕾舞者、编舞家。擔任莫斯科大劇院首席編舞家長達30年。

## 生平
1927年生于列宁格勒。1937年进入列宁格勒舞蹈学校学习。1946年进入列宁格勒基洛夫剧院芭蕾舞团。1964年开始担任莫斯科大剧院芭蕾舞团首席编导，1988年起兼任艺术总监，直到1995年卸任。1996年，开始与克拉斯诺达尔芭蕾舞剧院合作。21世纪初，重新开始与莫斯科大剧院合作，并于2008年成为芭蕾舞团的全职编导。他在莫斯科大剧院编导了《宝石花》（1959年）、《爱的传说》（1965年）、《胡桃夹子》（1966年）、《斯巴达克》（1968年）、《伊凡雷帝》（1975年）、《罗密欧与朱丽叶》（1979年）、《黄金时代》（1982年）等原创芭蕾舞剧。2025年5月19日在莫斯科逝世，享年98岁。他的芭蕾舞演员兼合作者尤里·弗拉基米罗夫也在同一天逝世。

## 家庭
- 父亲：尼古拉·叶夫根耶维奇·格里戈罗维奇
- 母亲：克拉夫季娅·阿尔弗雷德芙娜·格里戈罗维奇
- 妻子：娜塔莉亚·伊戈列夫娜·别斯梅尔特诺娃（1941年7月19日—2008年2月19日）

## 荣誉
- 俄罗斯苏维埃联邦社会主义共和国人民艺术家荣誉称号（1966年5月24日）
- 列宁奖（1970年）
- 苏联人民艺术家荣誉称号（1973年4月13日）
- 苏联国家奖（1977年、1985年）
- 社会主义劳动英雄荣誉称号（1986年12月31日）
- 列宁勋章（1976年5月25日、1986年12月31日）
- 三级祖国功勋勋章（2002年4月27日）
- 二等祖国功勋勋章（2007年7月27日）
- 一级祖国功勋勋章（2011年12月17日）
- 圣安德列勋章（2017年1月26日）